# Ceramida moelleri
Ceramida moelleri é uma espécie de insetos coleópteros polífagos pertencente à família Melolonthidae.
A autoridade científica da espécie é Flach, tendo sido descrita no ano de 1906.
Trata-se de uma espécie presente no território português.